# John Pendlebury

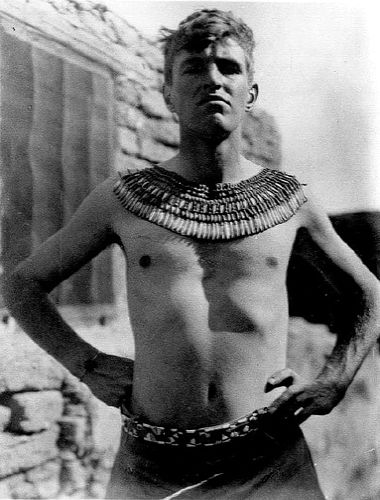
John Pendlebury, 1934

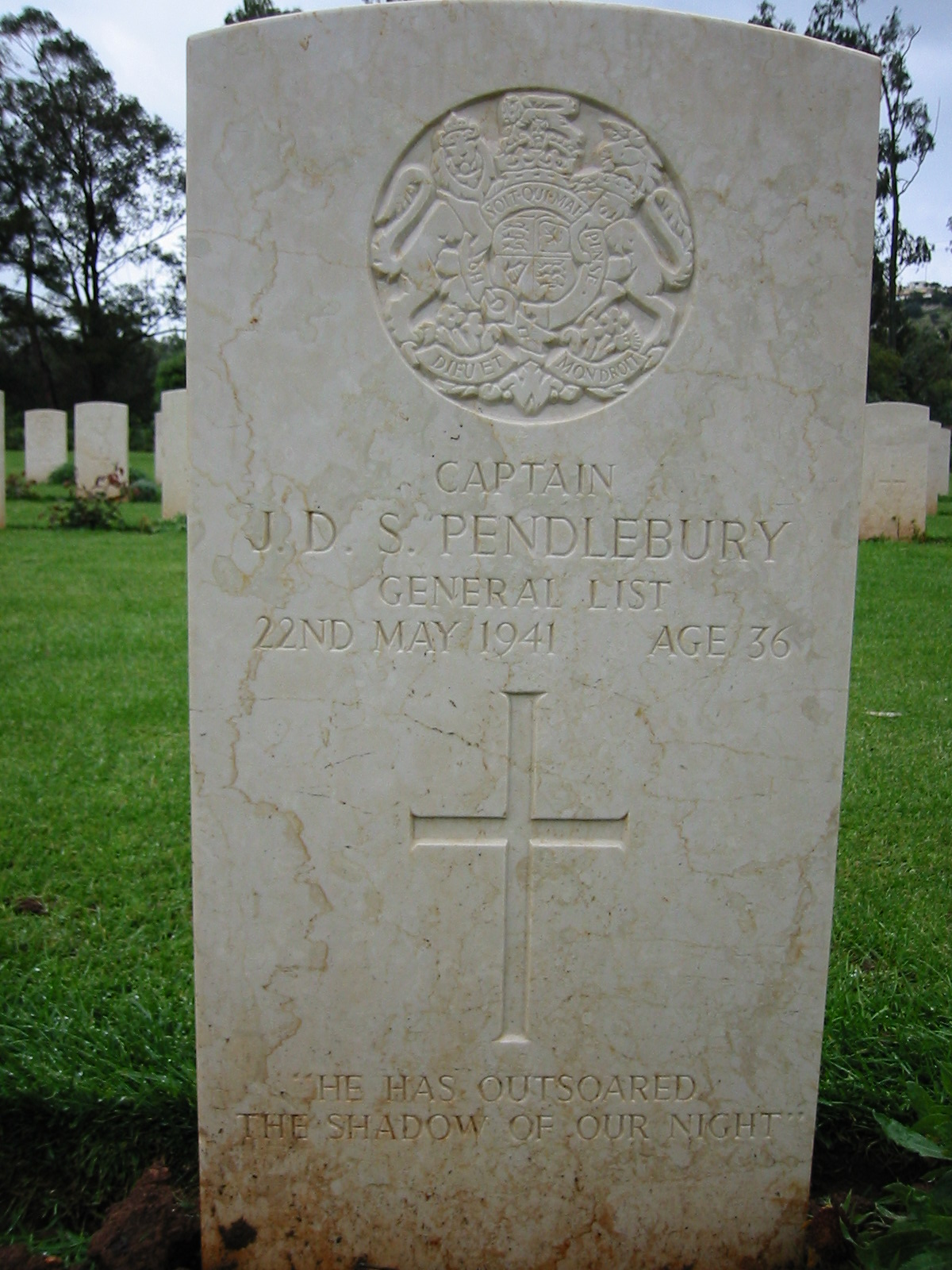
Grab von John Pendlebury im Souda Bay War Cemetery

John Devitt Stringfellow Pendlebury (* 12. Oktober 1904 in London; † 22. Mai 1941 in Heraklion) war ein britischer Archäologe, der auf Kreta und in Ägypten arbeitete. Im Zweiten Weltkrieg arbeitete er vor und während der deutschen Besetzung von Kreta als britischer Spion und wurde hingerichtet.

## Jugend und Ausbildung
Pendlebury war der Sohn des Londoner Chirurgen Herbert Pendlebury und der Lilian Devitt. Seine Mutter war die Tochter eines Reeders, und nachdem sie 1921 starb, wurde Pendlebury durch ein Erbe finanziell unabhängig. Er verlor als Kind ein Auge und trug danach ein Glasauge. Schon als Jugendlicher beschloss er nach einem Besuch des British Museum, wo er Wallis Budge traf, Archäologe zu werden und speziell Ägyptologe. Pendlebury besuchte von 1918 bis 1923 das Winchester College (wobei er 1923 mit einem Lehrer des College die Ausgrabungen in Mykene besuchte und die British School at Athens, wo er Alan Wace traf)  und studierte dann Altphilologie und Klassische Archäologie an der Universität Cambridge (Pembroke College). Als Student zeichnete er sich auch sportlich aus und auch später war er aktiver Sportler. Nach dem Abschluss 1927 gewann er ein Stipendium für die British School of Athens und arbeitete an einem Katalog in Griechenland gefundener ägyptischer Artefakte, der 1930 erschien. 1928 besuchte er das erste Mal Kreta. Er lernte die 13 Jahre ältere Archäologie-Studentin Hilda White kennen, die er später heiratete. Seine ersten Ausgrabungen fanden in Thessaloniki statt. Ebenfalls 1928 wurde er von Arthur Evans und dessen Assistenten Duncan Mackenzie (1861–1934) eingeladen, in Kreta und auch in Knossos auszugraben. 1928/29 war er das erste Mal in Ägypten und nahm an den Ausgrabungen in Amarna teil, die unter Leitung von Henri Frankfort standen. Dort lernte er auch Humfry Payne (1902–1936) und dessen Frau Dilys Powell (1901–1995) kennen. Payne war ab 1929 Direktor der British School at Athens, und Dilys Powell wurde später eine bekannte Filmkritikerin, die auch Erinnerungen an Pendlebury hinterließ.

## Ausgräber in Knossos und Amarna
1929 setzte ihn Arthur Evans als Ausgräber (Kurator) in Knossos ein, wo er den erkrankten Duncan Mackenzie ersetzte. Bald darauf wurde er ebenfalls Chefausgräber in Tell-el-Amarna, was er von 1930 bis 1936 blieb, nachdem Henri Frankfort zu Ausgrabungen im Irak wechselte. Bei der Katalogisierung der Ausgrabungsfunde in Knossos wurde er von seiner Frau und Studenten der British School of Athens unterstützt. Als Kurator von Knossos kam es auch zu Spannungen mit Arthur Evans, dessen Interpretation von Knossos Pendlebury nicht teilte. Trotzdem veröffentlichten sie gemeinsam einen Führer durch den Palast von Knossos, der im Wesentlichen allein von Pendlebury geschrieben wurde. 1934 gab er den Posten des Kurators in Knossos auf, da man ihm untersagte, außerhalb von Knossos in Kreta unabhängig auszugraben und er an einem archäologischen Führer für ganz Kreta arbeitete. Er grub insbesondere in Karphi aus. Während dieser Zeit lernte er die Insel durch ausgedehnte Wanderungen sehr genau kennen und sprach die Dialekte der Einwohner.

## Zweiter Weltkrieg
Als 1939 der Zweite Weltkrieg ausbrach, sah Pendlebury die Gefahr einer deutschen Invasion aufgrund der strategischen Bedeutung von Kreta und bot sich selbst den britischen Militärbehörden für Erkundungstätigkeit in Kreta an. Er erhielt in England eine militärische Ausbildung und kehrte 1940 offiziell als Vizekonsul in Heraklion nach Kreta zurück. Er war Teil der Special Operations Executive, eines britischen Geheimdienstes. Bei der Eroberung von Heraklion im Mai 1941 nahm Pendlebury selbst an den Kämpfen teil und wurde verwundet. Da er sich nicht als Soldat ausweisen konnte, wurde er standrechtlich erschossen. Er liegt im Souda Bay War Cemetery begraben.

## Schriften
- Aegyptiaca. Catalogue of Egyptian objects in the Aegean area. Cambridge University Press, Cambridge 1930.
- Archaeologica quaedam. Classical Association, Oxford 1932.
- mit Arthur Evans: A handbook to the palace of Minos at Knossos with Its Dependencies. Macmillan, London 1933.
- A Guide to the Stratigraphical Museum in the Palace at Knossos. British School at Athens, London 1933.
- mit Mercy Money-Coutts, Edith Eccles: Journeys in Crete, 1934. British School at Athens, Athen 1935.
- Tell el-Amarna. L. Dickson & Thompson, London 1935.
- The archaeology of Crete. An introduction (Methuen’s Handbooks of Archaeology). Methuen & Co., London 1939.